# Pilea fontana
Pilea fontana är en nässelväxtart som först beskrevs av Joël Lunell, och fick sitt nu gällande namn av Per Axel Rydberg. Pilea fontana ingår i släktet pileor, och familjen nässelväxter. Inga underarter finns listade i Catalogue of Life.